# Casa del 43 del Carrer de Sant Joan
La Casa del 43 del Carrer de Sant Joan és un edifici medieval de la vila de Vilafranca de Conflent, de la comarca d'aquest nom, a la Catalunya del Nord.
Com el seu nom indica, és en el número 43 del carrer de Sant Joan, en el sector central - oriental de la vila. Li corresponen la parcel·la cadastral 48.

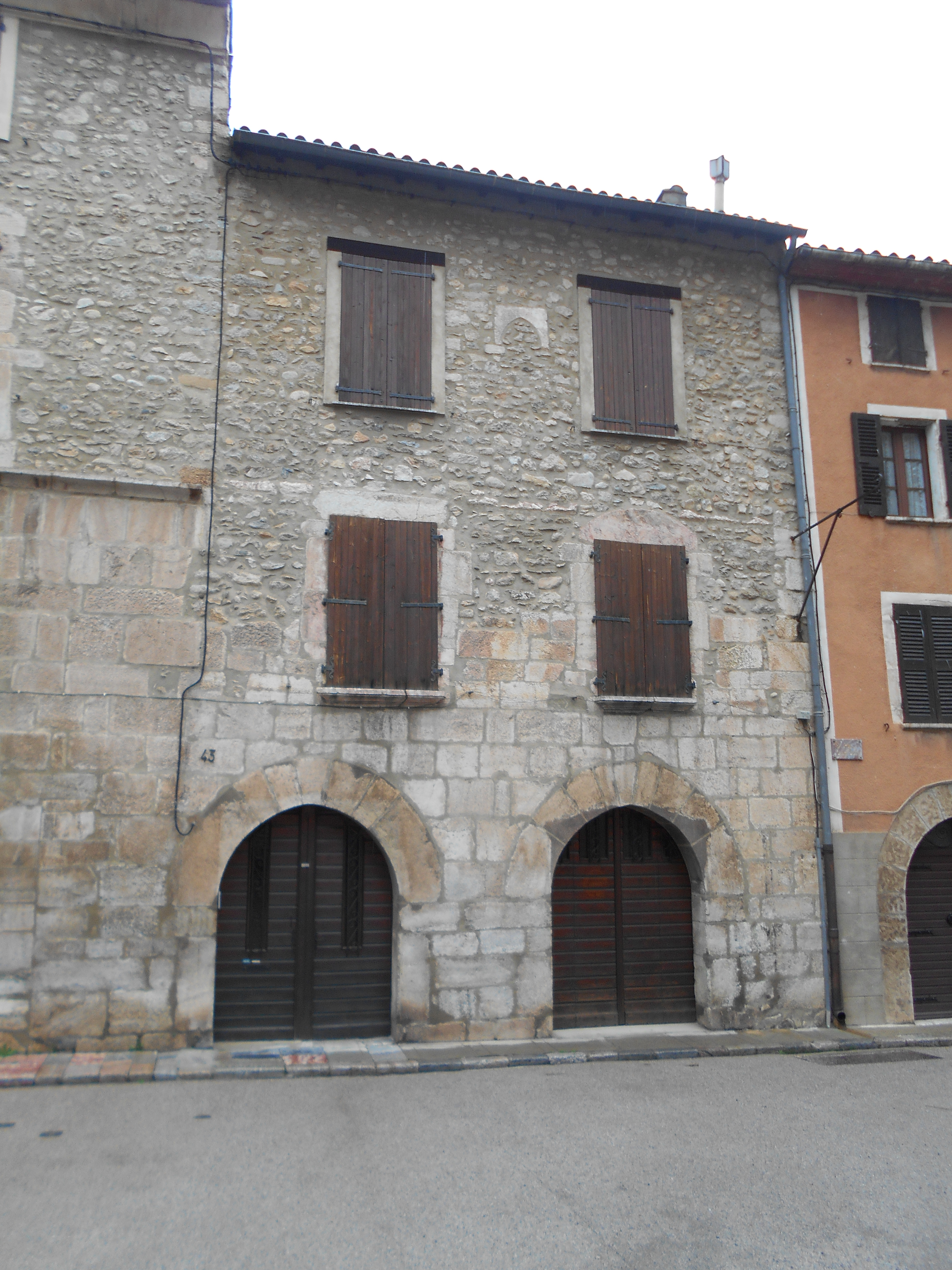
La casa, des de llevant

És un edifici medieval, però fortament remodelat posteriorment. A la planta baixa té dues arcades amb arestes vives, dovelles extradossades i clau d'arc; al segon pis, entre finestres modernes, es veu un dintell amb un arc ogival, aixamfranat.